# Witold Czapski
Witold Stanisław Czapski ps. „Ciszewski”, „Kierzkowski” (ur. 23 grudnia 1872, zm. 6 grudnia 1945) – polski inżynier kolejowy, urzędnik ministerialny w II RP, działacz konspiracji podczas II wojny światowej.

## Życiorys
Urodził się 23 grudnia 1872 w Nowogródzkiem jako syn Adolfa i Marii z Kieszkowskich. Ukończył gimnazjum klasyczne w Słucku, następnie w Petersburgu uniwersytet i Instytut Inżynierów Komunikacji. W 1905 uczestniczył w akcji wprowadzania języka polskiego na kolejach w byłym Królestwie Kongresowym.
Po odzyskaniu przez Polskę niepodległości został urzędnikiem Ministerstwa Komunikacji, w którym pełnił funkcje dyrektora departamentu (od kwietnia 1921), podsekretarza stanu (od października 1928) i wiceministra. Członek Rady Głównej Ligi Obrony Powietrznej i Przeciwgazowej (L.O.P.P.). Opublikował pracę pt. Sprawność kolei polskich w świetle statystyki własnej i zagranicznej (1924).
Po wybuchu II wojny światowej i nastaniu okupacji niemieckiej ziem polskich pełnił funkcję szefa utworzonego w 1941 Departamentu Komunikacji w ramach Delegatury Rządu na Kraj. 13 lipca 1942 został aresztowany przez Niemców. Po zwolnieniu 13 września 1942 kontynuował działalność na poprzednio zajmowanym stanowisku w konspiracji. Departament Komunikacji został zlikwidowany w czerwcu 1945 w mieszkaniu W. Czapskiego w Milanówku.
Od 10 października 1903 był mężem Marii Werner (zm. 1942).
Pochowany razem z żoną na cmentarzu Powązkowskim w Warszawie (kwatera 290-3-5).

## Ordery i odznaczenia
- Krzyż Komandorski Orderu Odrodzenia Polski (2 maja 1923)[10][11]
- Złoty Krzyż Zasługi (dwukrotnie: 9 listopada 1931[12], 13 maja 1933[13])
- Wielki Oficer Orderu Korony Rumunii (Rumunia)[4]